# Gemeine Rosengallwespe
Die Gemeine Rosengallwespe (Diplolepis rosae; Synonym: Cynips rosarum) ist ein Vertreter der Gallwespen (Cynipidae). Die 3 bis 5 Millimeter große Wespe entwickelt sich an Rosen, wobei sie typische Gallen an den Enden der Sprosse bildet. Diese Gallen besitzen haarartige Auswüchse und sind bekannt als Rosenapfel, Bedeguare oder Schlafapfel. Den letztgenannten Namen bekamen die Gallen, weil man sich die „Maden“ der Rosengallwespe als schlafend im Gallapfel vorstellte, oder weil sie (in der Volksheilkunde) schlaffördernd wirken sollten, wenn man sie unter das Kopfkissen gelegt hat. Die Gallen sind hart verholzt. Die Gemeine Rosengallwespe kommt in der westlichen Paläarktis (Europa, Kaukasus) und in Nordamerika vor.
Die Rosengalle hat einen Durchmesser von bis zu fünf Zentimetern und enthält mehrere Kammern, in denen sich die Larven der Rosengallwespe entwickeln. Die Fortpflanzung ist weitestgehend parthenogenetisch, in Mitteleuropa sind Männchen sehr selten. Die Verpuppung erfolgt in der Galle, und die Adulten schlüpfen im folgenden Jahr. Die Imagines erscheinen gewöhnlich von Anfang Mai bis Juli.
Ein sehr häufiger Parasitoid der Rosengallwespen ist Torymus bedeguaris, eine Art, die zur Erzwespenfamilie der Torymidae gehört. Ein häufiger Parasitoid aus der Familie der Schlupfwespen ist Orthopelma mediator. Zahlreiche weitere Arten sind Parasitoide der Rosengallwespe oder Inquilinen („Einmieter“) in ihren Gallen. Auf diese sind z. B. auch andere Gallwespen der Gattung Periclistus als Lebensraum angewiesen.

## Bilder von Gallen und von der Imago

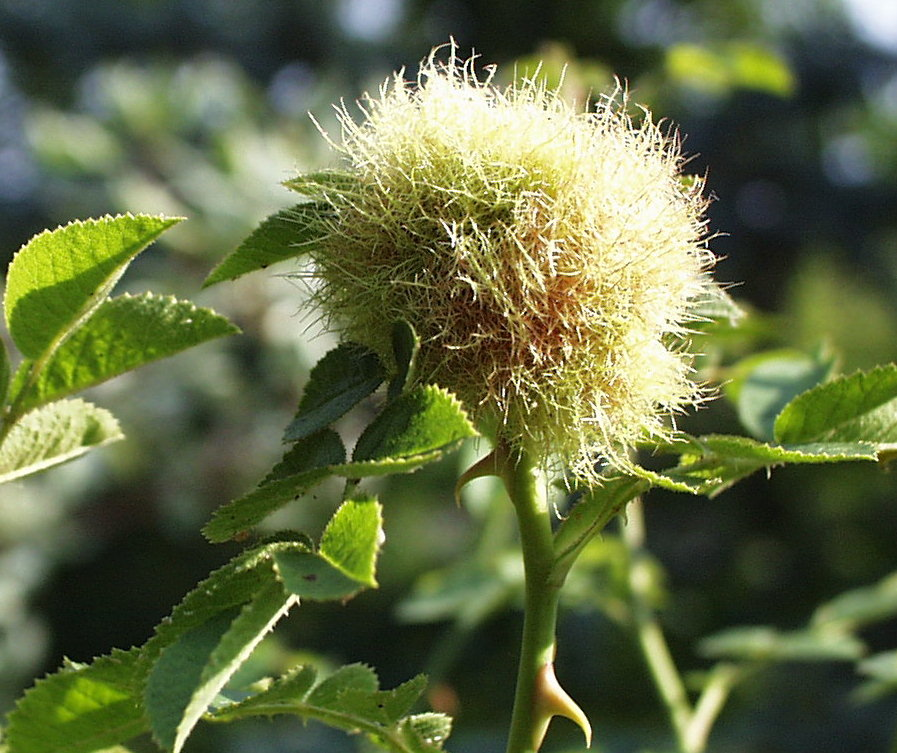
Rosengalle auf einer Rose
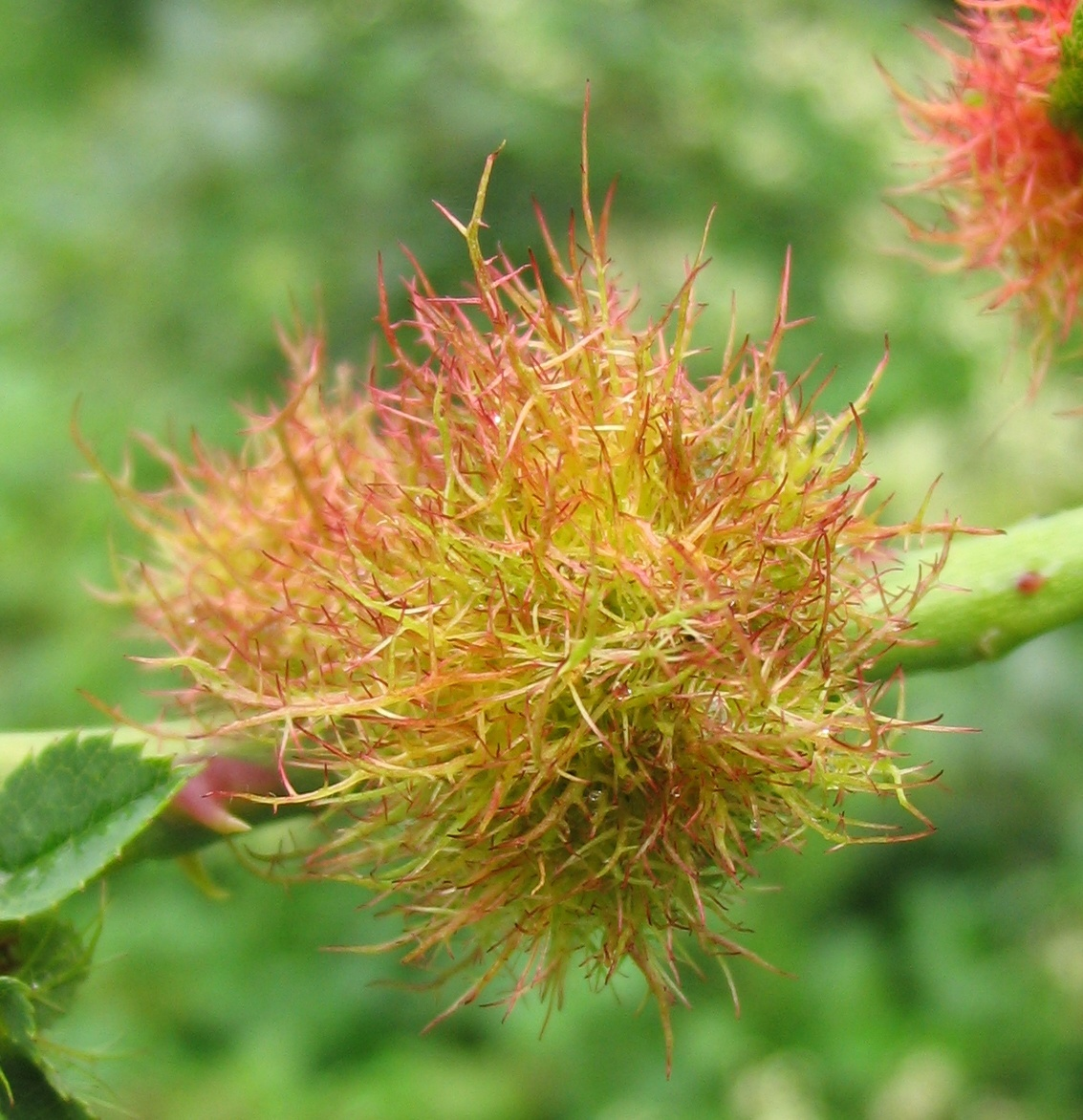
Gelbe Rosengalle
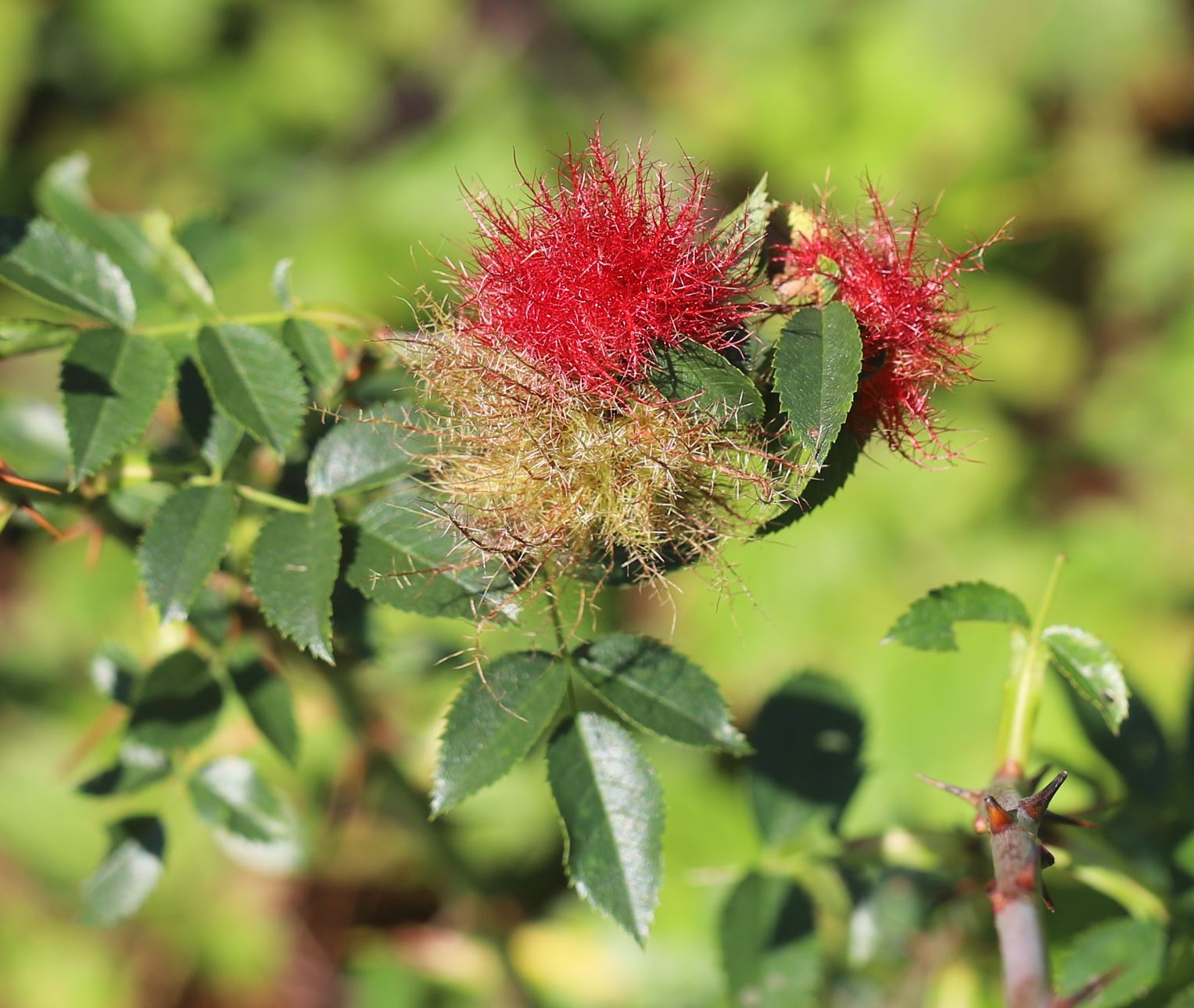
Gelb-rote Rosengallen, 2. Septemberhälfte
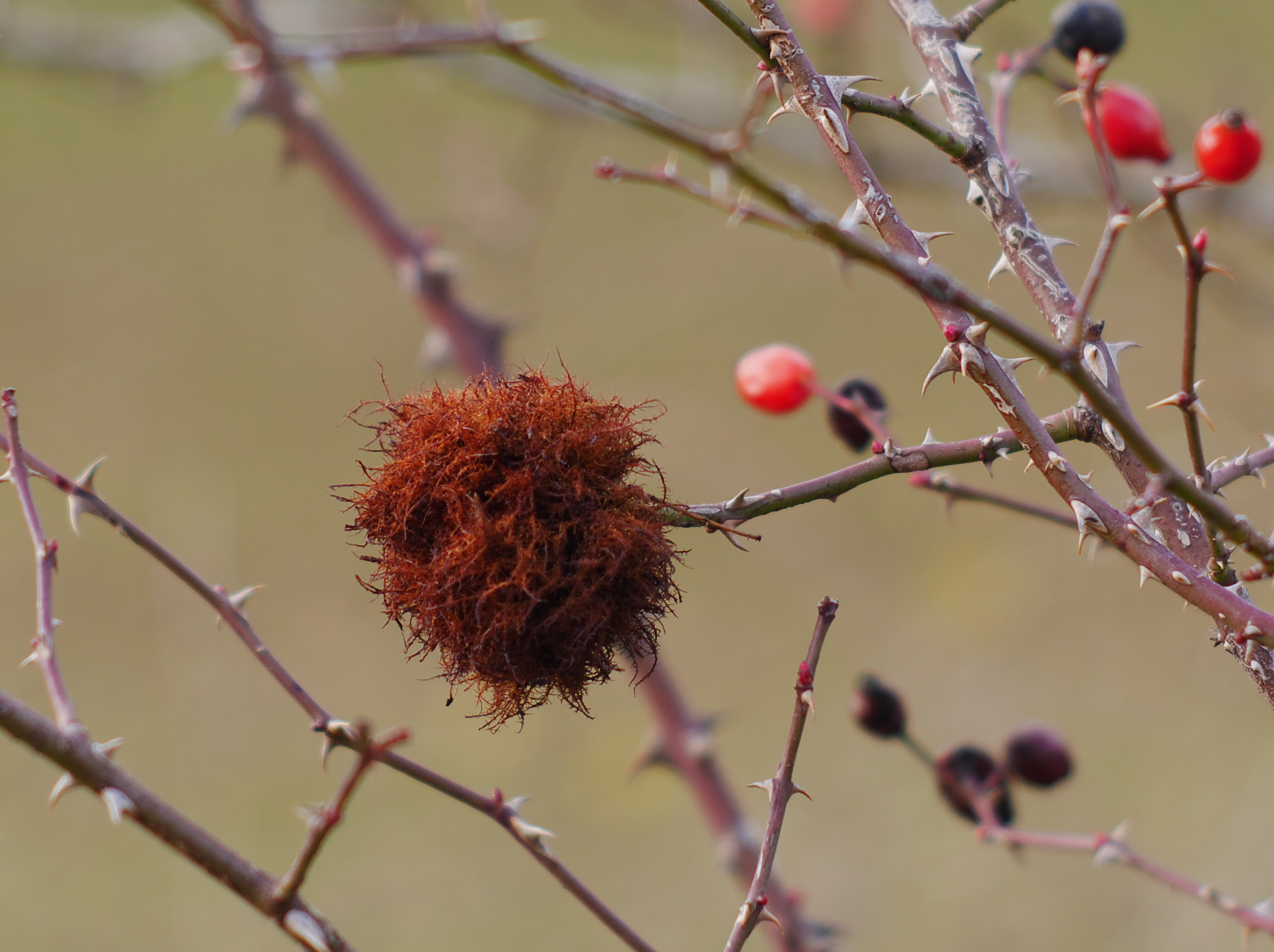
Rosengalle im Winter
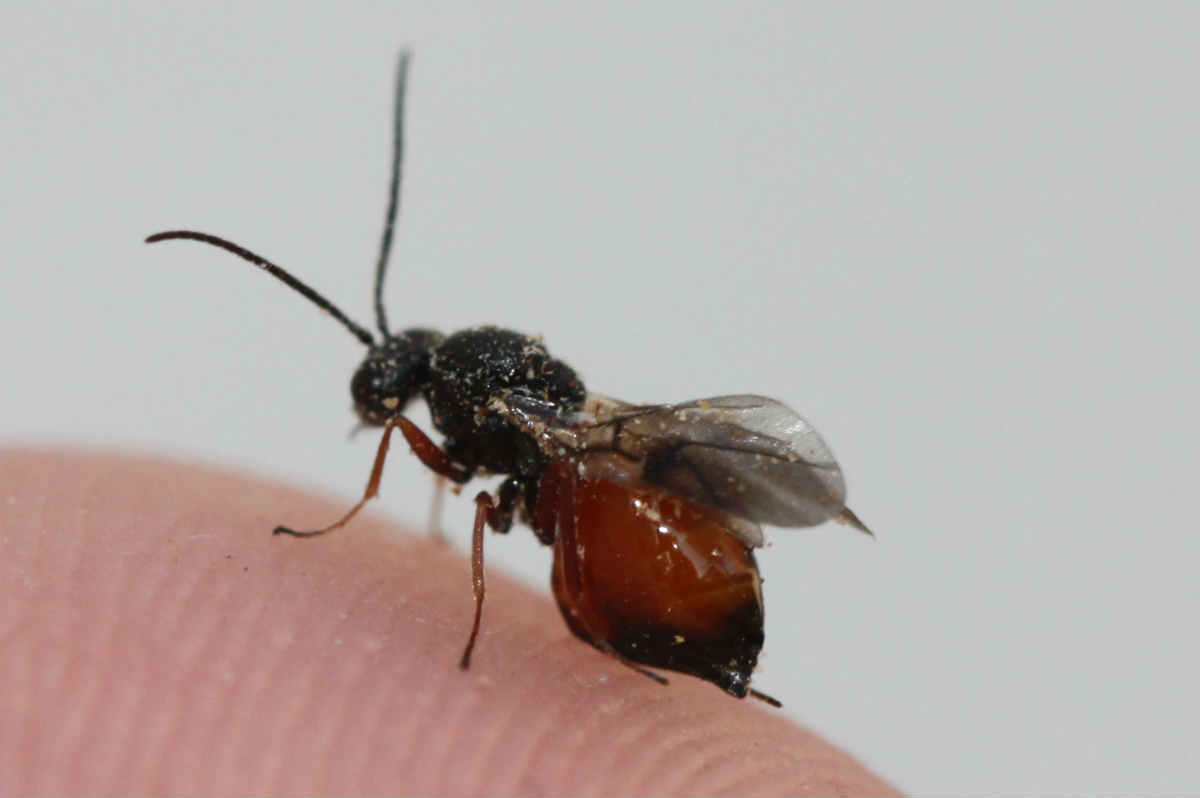
Frisch geschlüpfte Imago, 2. Aprilhälfte
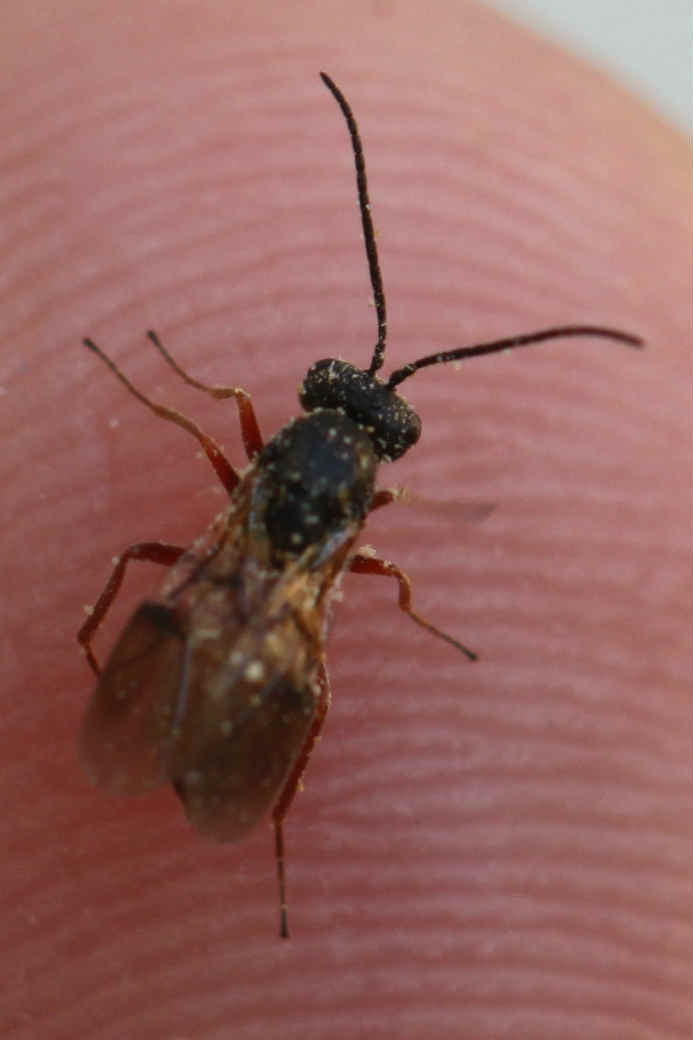
Dorsalansicht